# Pavol Rybár
Pavol Rybár (* 12. Oktober 1971 in Skalica, Tschechoslowakei) ist ein ehemaliger slowakischer Eishockeytorwart, der über viele Jahre für den HC Slovan Bratislava in der slowakischen Extraliga im Tor stand.

## Karriere
Rybár begann seine Karriere beim ZVL Skalica, für den er zunächst bis 1990 im Tor stand. Anschließend wechselte er zu VTJ Topoľčany und absolvierte dabei auch Partien für den HC Dukla Trenčín aus der slowakischen Extraliga, kehrte allerdings 1991 wieder zu seinem Heimatverein zurück. Dort spielte er bis 1999 und wurde dort zum einen Meister der 1. Liga und stand im All-Star-Team der Extraliga. In dieser Zeit kam er ebenfalls zu Einsätzen beim HK Nitra und HK VTJ Spisská Nová Ves.
Nach einem Jahr beim HC Znojemští Orli wechselte der Linksfänger zum HC Slovan Bratislava, mit denen er seine größten sportlichen Erfolge feiern konnte. Drei slowakische Meisterschaften und der Gewinn des IIHF Continental Cups erreichte der Torwart in sieben Jahren Teamzugehörigkeit. Nach der Saison 2005/06 verließ er den Verein und heuerte bei Amur Chabarowsk aus der russischen Superliga und beim belarussischen Extraligisten HK Homel an. Ab der Spielzeit 2007/08 spielte er wieder beim HK 36 Skalica und wurde dort 2009 Slowakischer Vizemeister. Nach diesem Erfolg wurde er erneut von Slovan Bratislava verpflichtet, wo er mit Branislav Konrád das Torhüterduo bildete.
2011 beendete er seine Karriere und wurde 2012 Torwarttrainer beim HC Slovan. Seit 2015 ist er in gleicher Position beim Partnerteam HC 05 Banská Bystrica.

### International
Sein Debüt bei der slowakischen Eishockeynationalmannschaft gab Rybár 1997 bei der Weltmeisterschaft. Darüber hinaus stand er im Aufgebot der Slowaken bei den Olympischen Winterspielen 1998 in Nagano sowie 2002 in Salt Lake City. Zudem bestritt er die Weltmeisterschaften 2000, 2001 und 2003. Im Jahr 2000 gewann er dabei die Silbermedaille und 2003 Bronze.

## Erfolge und Auszeichnungen
| - 1997 1. Liga-Meister und Extraliga-Aufstieg mit dem HK 36 Skalica - 1999 All-Star-Team der Extraliga - 2001 All-Star-Team der Extraliga - 2002 Slowakischer Meister mit dem HC Slovan Bratislava - 2003 Slowakischer Meister mit dem HC Slovan Bratislava | - 2003 All-Star-Team der Extraliga - 2004 IIHF-Continental-Cup-Gewinn mit dem HC Slovan Bratislava - 2005 Slowakischer Meister mit dem HC Slovan Bratislava - 2009 Slowakischer Vizemeister mit dem HK 36 Skalica |

### International
- 2000 Silbermedaille bei der Weltmeisterschaft
- 2003 Bronzemedaille bei der Weltmeisterschaft